# Décès en novembre 1968
Décès
- 1964
- 1965
- 1966
- 1967
- 1968
- 1969
- 1970
- 1971
- 1972

Pour une information complémentaire, voir la page d'aide.

| Date        | Nom           | Pays                 | Activités                                 | Âge | Source |
| ----------- | ------------- | -------------------- | ----------------------------------------- | --- | ------ |
| 13 novembre | Victor Alix   | Drapeau de la France | Chef d'orchestre et compositeur français. | 82  |        |
| 29 novembre | André Cholley | Drapeau de la France | Géographe français.                       | 82  |        |